# جان گان
جاناتان مایکل گان کارگردان و فیلمنامه‌نویس مستقل آمریکایی است.